# 劉璿興
劉璇兴（？—960年），十国南漢宗室，中宗刘晟的第二子，后主刘鋹之弟。
南漢中宗刘晟有5子，劉璇兴为第二子。生母不詳。乾和十一年（953年），被父亲封为桂王。他的大哥刘鋹即位为皇帝，宦官陈延寿说刘晟传位给刘鋹，就是因为把弟弟们全部杀死，所以要杀死诸弟，以绝后患，于是刘鋹杀死了劉璇兴。